# NEXTSTEP
NeXTSTEP es el sistema operativo orientado a objetos, multitarea que NeXT Computer, Inc. diseñó para ser ejecutados en los computadores NeXT.

## Historia
NeXTSTEP 1.0 fue lanzado en 1989 después de pruebas que empezaron en 1986. La última versión, 3.3, se liberó a principios de 1995. En este punto, NeXT se asoció en una join-venture con Sun Microsystems para desarrollar OpenStep, un estándar multiplataforma e implementación para arquitecturas SPARC, Intel, HP y NeXT m68k, basada en NeXTSTEP.
El sistema fue iniciado originalmente a mediados de los 1980 como dos proyectos, un esfuerzo que crearía Display PostScript, y un esfuerzo para crear un toolkit de objetos para programación para el mercado educacional. Cuando se tornó aparente que las computadoras y sistemas operativos de la época no eran suficientes para la tarea de ejecutar ninguno de estos, los proyectos fueran combinados, juntamente con un proyecto de hardware, y finalmente creó los ordenadores NeXT.

## Características
NeXTSTEP fue la combinación de los siguientes elementos:
1. Un sistema operativo Unix basado en el núcleo Mach kernel, además código fuente proveniente del sistema operativo BSD creado en la Universidad de California, UC Berkeley.
2. Display PostScript y un motor gráfico.
3. Objective-C como lenguaje de programación y runtime.
4. Una capa de aplicación orientada a objetos, incluyendo varios kits.
5. Herramientas de desarrollo para las capas orientadas a objetos.

La clave para la fama fueron los tres últimos elementos. Los toolkits ofrecían un poder incomparable con las herramientas de la época y fueron usadas para crear todo el software de la máquina. Características distintas del lenguaje Objective-C hicieron que el hecho de escribir aplicaciones con NeXTSTEP fuera mucho más fácil que en los sistemas rivales y el sistema fue reconocido como un modelo para el desarrollo de software una década más tarde.
La interfaz de usuario era refinada y consistente, introduciendo la idea del Dock, utilizada también en OpenStep (que no se debe confundir con el nombre de la norma OpenStep) y en el sistema operativo Mac OS X. Todo el subsistema gráfico utilizaba el concepto de unificación de dispositivos de salida, a través de Display PostScript. 
Con esto, era posible presentar documentos tanto en la pantalla como en impresoras de formato PostScript de la misma manera y con la misma interfaz de programación.
Además de esto, fueron agregados otros recursos de menor impacto, como notificaciones visuales de cambios en el documento editado, efectos 3D en los componentes gráficos como botones y otros.
Se agregaron Kits o herramientas adicionales a la línea de productos para hacer el sistema más atractivo. Esto incluyó Portable Distributed Objects (PDO), u Objetos Portables Distribuidos, que permitía la invocación remota de métodos, de manera simple y Enterprise Objects Framework, un sistema de bancos de datos objeto-relacional bastante poderoso. Estas tecnologías hicieron al sistema particularmente interesante para el desarrollo de aplicaciones personalizadas y corporativas, lo que hizo que tuviera una buena escala de adopción en la comunidad de programación financiera.
Después  de la compra de NeXT por Apple Computer en el inicio de 1997, Apple decidió crear su propia implementación del estándar OpenStep, que resultó en Mac OS X.
La herencia de OpenStep en MacOS X se nota en el entorno de Cocoa, en donde los objetos de la librería Objective-C tienen como prefijo el "NS". También existe una implementación GNU del estándar OpenStep llamada GNUstep.
El primer navegador WorldWideWeb fue creado utilizando la plataforma NeXTSTEP.